# Hans Haltz
Hans Haltz (ur. 6 marca 1907 we Lwowie, zm. 8 lipca 1941 w Cybulicach) – był obywatelem polskim narodowości niemieckiej. Jego żona nazywała się Katarzyna Haltz. Z wykształcenia magister historii (tytuł ten uzyskał na Uniwersytecie Lwowskim), z zawodu archeolog. Do SS należał od 1939, w maju 1940 przydzielono go zabezpieczania dzieł kultury, które miały być następnie wywożone do Rzeszy.
Mieszkał i pracował we dworku na obrzeżach wsi Cybulice, położonej w województwie mazowieckim,  powiecie nowodworskim, w gminie Czosnów. Tam też (w roku 1941) został zlinczowany przez mieszkańców w zemście za niekonsekwencję płatniczą wynagrodzeń za najem rolników do prac fizycznych przy transportowaniu zagrabionych zabytków.